# Bandera del Paraguai
La bandera del Paraguai fou adoptada oficialment el 1842.
És l'única bandera nacional amb diferents emblemes en el seu anvers i revers. Les tres franges de colors roig, blanc i blau mostren en un costat l'Escut del Paraguai i la inscripció «República del Paraguay» i en l'altre el segell del tresor, un lleó groc i un barret frigi vermell amb la inscripció «Paz y justicia».